# 曾文惠
曾文惠（1926年3月31日—），原名曾文子:41，出生於日治臺灣臺北州淡水郡石門（今新北市石門區）。為中華民國前第一夫人，和故總統李登輝育有一男二女。比李登輝小三歲，後來成為第一夫人的曾文惠，對李登輝發揮不小影響，其中非常重要的是透過曾文惠家世，李登輝與台派大家族連結，獲得擔任總統時，極為重要的支持力量。據《虎口的總統》作者上坂冬子訪談，曾文惠與李登輝日常會話皆以日语為主，李登輝在家稱呼曾文惠為「フミエ」（文惠）。:44

## 家庭

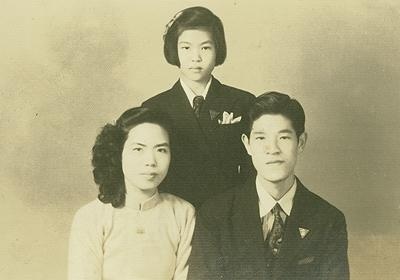
曾文惠與夫婿李登輝、妹妹曾敏合影

1926年出生的曾文惠出身於淡水郡地主家庭，李登輝曾說：「我太太她們家的土地是當時淡水郡內最多的，是有三千石粟仔（稻穀）的地主，有幾百甲的土地。」祖父曾石岳生於清咸豐九年（1859年），在日治初期曾任三芝區長（1896年至1897年），大正六年（1917年）迎接舊臺北大天后宮官祀媽祖神像，建三芝福成宮，大正九年（1920年）地方改制後出任三芝庄協議會員。大正十三年（1924年）出任三芝庄長，同時出任淡水副業利用販賣組合監事。曾石岳與李登輝祖父李財生是世交。曾石岳文學造詣較淺，需仰賴李登輝祖父李財生的文筆，兩家故有世交，仕紳李家的次男，娶有錢的曾家次女，也成為當地人津津樂道的事。
父親曾慶餘生於1901年，大正十一年（1922年）淡水中學畢業後出任三芝庄役場書記，之後出任小基隆信組專務理事、三芝庄協議會員、淡水漁業組合監事等職。娶汪明燦的姊姊汪網羞，曾文惠為次女。。汪明燦曾任林本源事務所勤務，為林熊徵管理資產，後任台北市協議會員。與基隆顏家顏東年家族為姻親。
有弟弟曾文耀與曾文雄。

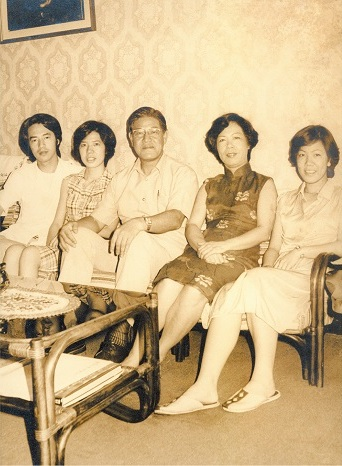
1978年，時任臺北市市長的李登輝偕夫人曾文惠與三名子女合影

李登輝與曾文惠育有一子兩女。唯一的兒子李憲文為記者，1982年鼻咽癌病逝，身後留下一女李坤儀。長女李安娜，曾任東海大学企管系教授。夫婿黄循武是一位知名醫师。次女李安妮，長期參與婦女運動，現為臺灣綜合研究院副院長，丈夫賴國洲曾任台視董事長。

## 簡介

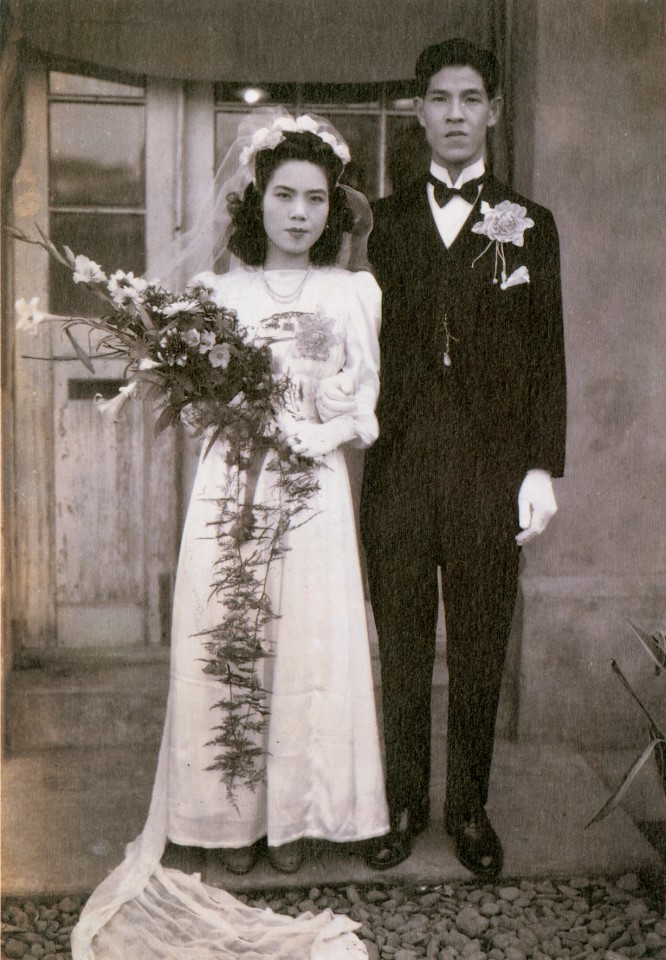
1949年，曾文惠與李登輝結婚

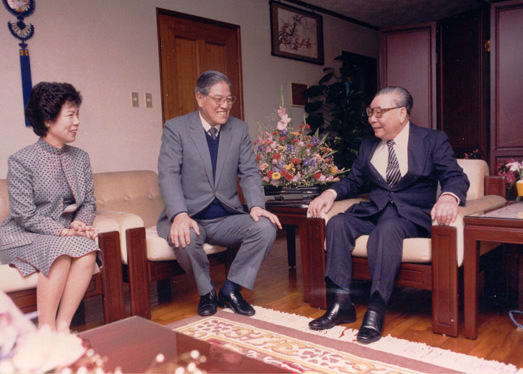
蔣經國前往大安官邸探訪並祝賀甫當選副總統的搭檔李登輝夫婦

1926年3月31日，曾文惠出生於淡水郡石門。小學時曾就讀蓬萊公學校。昭和十三年（1938年）考入臺北第三高等女學校（今臺北市立中山女中）。:48第三高女畢業後，曾文惠考入臺北女子高等學院（今國語實小校址），畢業後任職於台灣銀行營業部。:50在二次大戰時因為盟軍轟炸，被日本人疏散到三芝，擔任小學代課教師。:53
曾文惠拒絕了許多醫師家庭的求婚，相親後，選擇了家中世交的李登輝，並透過就讀成功中學的弟弟曾文雄傳遞兩人的情書，譜出戀曲。1949年2月9日，曾文惠與當時為台大農經系助教的李登輝結婚，婚後育有一男二女。
李登輝赴美就讀康乃爾大學時，曾文惠曾一度陪同赴美。:96
1960年李登輝遭警總約談時，曾文惠親眼目睹了李登輝遭警總人員帶走。:103
1982年，長子李憲文因鼻咽癌病逝，李憲文留下妻張月雲、女兒李坤儀。

## 軼事
- 曾文惠曾於國史館口述史中說，小時候在家門口哭，正好相命先生經過，看了她的面相後，對她母親講：「你不要看這個囝仔喔！她以後是『一品夫人』。」 [8]後來李登輝的祖父也曾經拿曾文惠的八字去向其他算命師驗證，確實是一品夫人之命。[9]

- 曾文惠本來在臺灣銀行工作，非常努力存錢，並把所有積蓄都買黃金飾品，成為其嫁妝。後來李登輝擔任臺大助教，要曾文惠辭職照顧家庭，但李登輝收入不夠高，曾文惠於是一直到當鋪當金飾，支應家中開銷。甚至1952年李登辉到美国爱荷华大学攻讀碩士所用的零用钱，也是曾文惠日常典當黃金而来。

- 求學時期聽聞福音而對基督教很有興趣，後也推薦夫婿李登輝信奉，李登輝歷經五年的研究之後，1961年才決定受洗。

- 曾文惠曾遭新黨立委謝啟大、馮滬祥、戴錡等三人指控在2000年總統大選國民黨落敗後，挾帶數千萬美元到美國。曾文惠因而向謝啟大等人提出誹謗官司，後臺灣高等法院認定為誣指，並無謝啟大等人指述運「送美金現鈔赴美，而遭美國海關查獲」等事實，謝啟大須賠償曾文惠兩百萬元，且謝啟大、馮滬祥、戴錡等三人須於《自由時報》、《中國時報》、《聯合報》等三報頭版刊登半版道歉啟事。刑事部分，謝、戴因誹謗罪被判三月徒刑、馮因加重誹謗罪被判四月徒刑。[10]

## 影視形象
| 年分 | 作品        | 演員   |
| ---- | ----------- | ------ |
| 2019 | 幻術 (電影) | 易哲理 |

## 腳註
1. 1 2 3 4 5 6 7  上坂冬子. . 先覺出版社. 2001年6月. ISBN 9576076358.
2. ↑  原幹次郎，《自治制度改正十週年紀念人物志》，勤勞と富源社出版，頁23
3. ↑  林進發，《台灣官紳年鑑》，1934年，頁109
4. ↑  台灣新民報社，《台灣人士鑑》，1937年，頁109
5. ↑  陳柔縉，《總統的親戚：台灣家族權貴》，2011年二版一刷，頁28-32
6. ↑  胡為真、汪士淳. . 《中國時報》. 2018-07-06  [2020-03-25]. （原始内容存档于2020-07-05） （中文（臺灣））.
7. ↑  陳英珊. . 聯合新聞網. 2014-09-09  [2020-05-31]. （原始内容存档于2020-06-23）.
8. ↑  李登輝背後的女人　豪門女兒曾文惠「不離不棄的信念」 （页面存档备份，存于）
9. ↑  .   [2020-08-26]. （原始内容存档于2021-02-02）.
10. ↑  美鈔案 謝啟大判賠曾文惠200萬 - 自由時報電子報（页面存档备份，存于）